# العلاقات الأذربيجانية النيجيرية
العلاقات الأذربيجانية النيجيرية هي العلاقات الثنائية التي تجمع بين أذربيجان ونيجيريا.

## مقارنة بين البلدين
هذه مقارنة عامة ومرجعية للدولتين:
| وجه المقارنة                                              | أذربيجان        | نيجيريا                     |
| --------------------------------------------------------- | --------------- | --------------------------- |
| المساحة (كم2)                                             | 86.60 ألف       | 923.77 ألف                  |
| عدد السكان (نسمة)                                         | 10.00 مليون     | 190.89 مليون                |
| الكثافة السكانية (ن./كم²)                                 | 115.47          | 206.64                      |
| العاصمة                                                   | باكو            | أبوجا، لاغوس                |
| اللغة الرسمية                                             | اللغة الأذرية   | لغة إنجليزية، اللغة اليوربا |
| العملة                                                    | مانات أذربيجاني | نيرة نيجيرية                |
| الناتج المحلي الإجمالي (بليون دولار)                      | 40.75 مليار     | 375.77 مليار                |
| الناتج المحلي الإجمالي (تعادل القوة الشرائية) بليون دولار | 171.56 مليار    | 1.09 تريليون                |
| الناتج المحلي الإجمالي الاسمي للفرد دولار أمريكي          | 5.50 ألف        | 2.64 ألف                    |
| الناتج المحلي الإجمالي للفرد دولار أمريكي                 | 17.52 ألف       | 5.91 ألف                    |
| مؤشر التنمية البشرية                                      | 0.751           | 0.514                       |
| رمز المكالمات الدولي                                      | +994            | +234                        |
| رمز الإنترنت                                              | .az             | .ng                         |
| المنطقة الزمنية                                           | ت ع م+04:00     | ت ع م+01:00                 |

## منظمات دولية مشتركة
يشترك البلدان في عضوية مجموعة من المنظمات الدولية، منها:
| علم المنظمة | اسم المنظمة                               | تاريخ انضمام أذربيجان | تاريخ انضمام نيجيريا |
| ----------- | ----------------------------------------- | --------------------- | -------------------- |
|             | مؤسسة التنمية الدولية                     | 31 مارس 1995          | 14 نوفمبر 1961       |
|             | الأمم المتحدة                             | 2 مارس 1992           | 7 أكتوبر 1960        |
|             | منظمة التعاون الإسلامي                    | 1991                  | ?                    |
|             | منظمة الشرطة الجنائية الدولية             | ?                     | ?                    |
|             | المركز الدولي لتسوية المنازعات الاستشارية | 18 أكتوبر 1992        | 14 أكتوبر 1966       |
|             | الاتحاد الدولي للاتصالات                  | 10 أبريل 1992         | 11 أبريل 1961        |
|             | البنك الدولي للإنشاء والتعمير             | 18 سبتمبر 1992        | 30 مارس 1961         |
|             | الاتحاد البريدي العالمي                   | ?                     | ?                    |
|             | منظمة حظر الأسلحة الكيميائية              | ?                     | ?                    |
|             | مؤسسة التمويل الدولية                     | 11 أكتوبر 1995        | 30 مارس 1961         |
|             | وكالة ضمان الاستثمار متعدد الأطراف        | 23 سبتمبر 1992        | 12 أبريل 1988        |
|             | يونسكو                                    | 3 يونيو 1992          | 14 نوفمبر 1960       |

## وصلات خارجية
- موقع وزارة الخارجية الأذربيجانية
- موقع وزارة الخارجية النيجيرية